# Ulica Warszawska w Łukowie
Ulica Warszawska – jedna z głównych ulic Łukowa. Jej długość wynosi ok. 1 540 m.

## Przebieg
Jest częścią drogi krajowej nr 76. Zaczyna się skrzyżowaniem z ulicami: Józefa Piłsudskiego i ks. kard. Stefana Wyszyńskiego, w centrum Łukowa. Początkowo biegnie w kierunku południowo-zachodnim, następnie – za mostem na Krznie Południowej – w przybliżeniu na zachód. Dalej ul. Warszawska krzyżuje się z aleją Wojska Polskiego i Alejami Lecha i Marii Kaczyńskich; na skrzyżowaniu tym znajduje się rondo Tajnej Organizacji Nauczycielskiej. Następnie ul. Warszawska przecina tory kolejowe w pobliżu peronu stacji Łuków Łapiguz. Tuż za torami kończy się skrzyżowaniem z ul. Zbożową, a jej kontynuacją jest ul. Łapiguz.

## Ważniejsze obiekty zlokalizowane przy ulicy
- park Miejski
- stadion Miejski klubu Orlęta Łuków (ul. Warszawska 15[2])
- nowy cmentarz żydowski
- Zespół Szkół nr 2 im. Aleksandra Świętochowskiego (ul. Warszawska 88[3])
- stacja kolejowa Łuków Łapiguz